# Timotej Záhumenský
Timotej Záhumenský (* 17. července 1995, Žiar nad Hronom, Slovensko) je slovenský fotbalový obránce, od ledna 2021 hráč klubu FC Zbrojovka Brno.

## Klubová kariéra
Záhumenský debutoval v profesionálním fotbale v květnu 2014 v dresu ŠK Slovan Bratislava. V únoru 2015 šel hostovat do ŽP ŠPORT Podbrezová.
V lednu 2016 přestoupil do MFK Skalica. Na konci sezóny 2015/16 Fortuna ligy, klub sestoupil do slovenské druhé ligy. Záhumenský pak hostoval na jaře 2017 v druholigovém klubu FC ŠTK 1914 Šamorín. V létě 2017 posílil prvoligový FC ViOn Zlaté Moravce. V lednu 2018 přestoupil do klubu DAC Dunajská Streda.

## Reprezentační kariéra
Záhumenský hrál za slovenské mládežnické reprezentace.